# 奇克·费伦茨
奇克·费伦茨（匈牙利語：Csik Ferenc，1913年12月12日—1945年3月29日），匈牙利男子游泳运动员。他曾获得1936年夏季奥运会男子100米自由泳金牌以及4×200米自由泳接力铜牌。